# Samba afro
Samba Afro é um gênero musical da Bahia, executado por blocos afro deste estado brasileiro, notadamente o Ilê Aiyê. Trata-se, segundo pesquisadores, de um complexo rítmico, que consiste em uma fusão da batida das escolas de samba com o samba duro e a cabila (ou cabula), um tradicional ritmo executado nos terreiros de candomblé da nação Angola, misturados ainda a ritmos do candomblé Queto, tais como opanijé, savalu, daró e ijexá.